# 유하 (영화 감독)
유하(1963년 2월 9일 ~ )는 대한민국의 시인이자 영화 감독이다. 본명은 김영준이다. 2004년부터 동국대학교 영상정보통신대학원 영화영상제작학과 교수로 재직중이다.
1988년 문예중앙을 통해 시단에 등단했으며 '21세기 전망' 동인으로 활동하고 있다. 시집 《세운상가 키드의 사랑》으로 김수영 문학상을 받았다. 그 밖에 출간한 시집으로 《세운상가 키드의 사랑》, 《무림일기》, 《바람부는 날이면 압구정동에 가야 한다》, 《세상의 모든 저녁》, 《안 이쁜 신부도 있나 뭐》, 《천일馬화》, 산문집으로 《이소룡 세대에 바친다》가 있다.
1992년 자신의 시집과 같은 제목의 영화 《바람부는 날이면 압구정동에 가야한다》를 연출해 영화계에 데뷔했다.

## 학력
- 상문고등학교 졸업
- 세종대학교 영어영문학과 졸업
- 동국대학교 대학원 연극영화학 석사

## 영화
- 1990년 영화 《시인 구보씨의 하루》
- 1993년 영화 《바람부는 날이면 압구정동에 가야한다》
- 2001년 영화 《결혼은 미친 짓이다》
- 2002년 영화 《몰락 취미를 꿈꾸다》
- 2004년 영화 《말죽거리 잔혹사》
- 2006년 영화 《비열한 거리》
- 2008년 영화 《쌍화점》
- 2012년 영화 《하울링》
- 2015년 영화 《강남 1970》
- 2021년 영화 《파이프라인》

## 드라마
- 2023년 드라마 《아이 킬 유》

## 수상 경력
- 1988년 문예중앙 신인상
- 1996년 제15회 김수영 문학상
- 2004년 제40회 백상예술대상 영화 시나리오상
- 2006년 제26회 한국영화평론가협회상 감독상

## 같이 보기
- 이창동
- 홍상수